# Kirk of Shotts

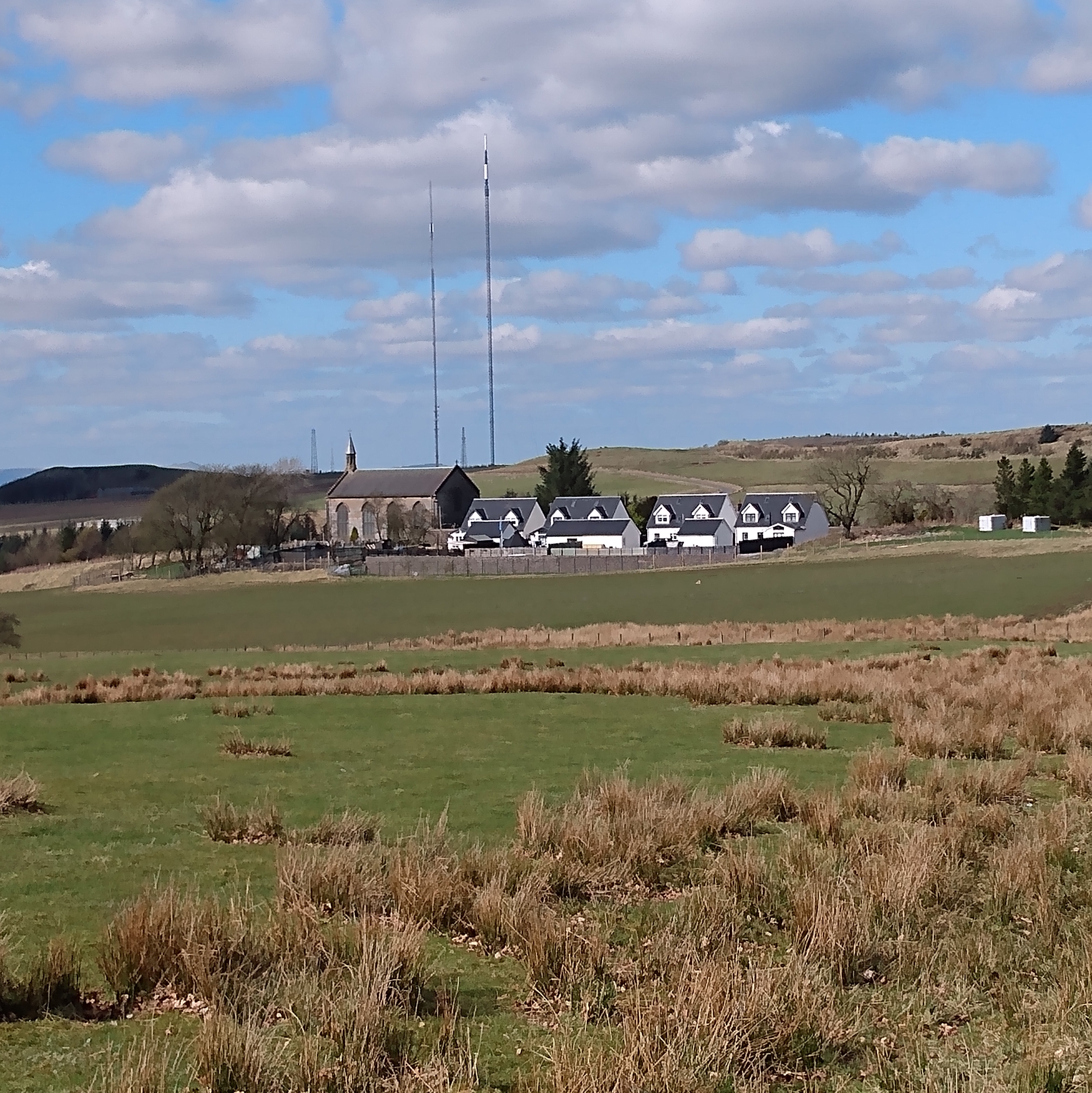
Blick von Südwesten auf den Ort

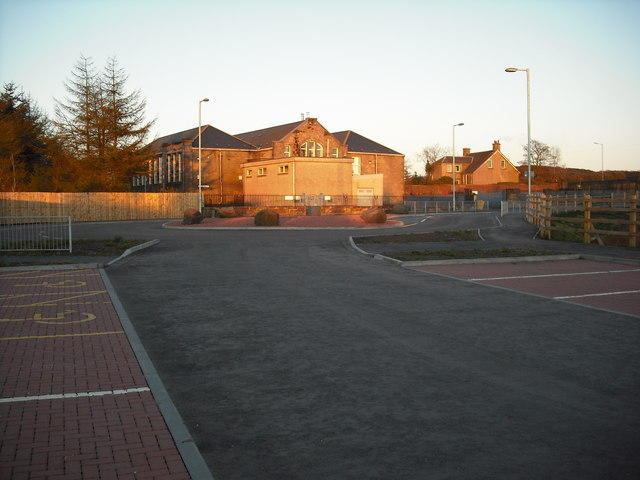
Grundschule in Kirk of Shotts

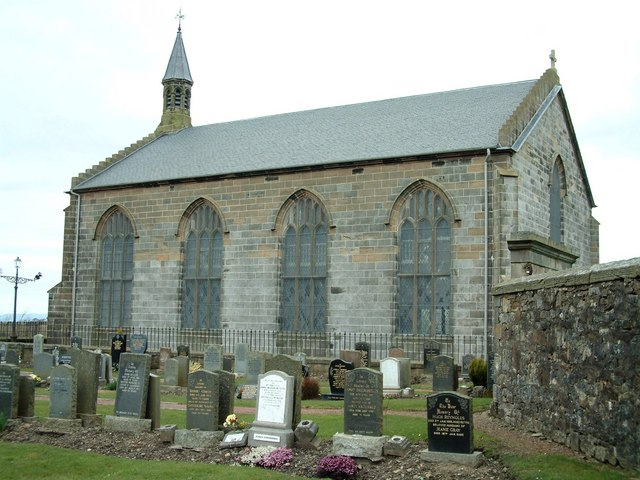
Die Kirche aus der Nähe

Kirk of Shotts, alternativ Kirk o' Shotts, ist ein kleiner Ort, der östlich von Glasgow in der Region North Lanarkshire in Schottland liegt.

## Geographie
Kirk of Shotts liegt in den Central Lowlands in einer flachwelligen, durch Tagebau geprägten Landschaft. Etwas nördlich entspringt der Bach Shotts Burn, der nach Südwesten fließt. Im Norden stehen die Berge Black Hill und Duntilland Hill, im Nordosten der Hirst Hill. Die nächsten Städte sind Shotts, vier Kilometer im Südosten und Airdrie, acht Kilometer im Nordwesten. Weitere Ortschaften sind Salsburgh im Westen, Dewshill im Nordosten, Duntilland im Nordwesten und Hirst im Osten.

## Historisches
Im Rahmen der historischen Gliederung Schottlands in Parishes bildet Kirk of Shotts das religiöse Zentrum von Shotts, das zu Lanarkshire gehörte. Gemeinsam mit dem angrenzenden Friedhof ist die namensgebende Kirche 1971 als Listed Building in der Kategorie B ausgewiesen worden.

## Verkehr
Unmittelbar nördlich verläuft die M8, die Glasgow mit Edinburgh verbindet. Die zentrale Verkehrsachse bildet die B7066, die von Carfin kommt und in Whitburn endet.